# MO.CO. Esba
L’École supérieure des beaux-arts de Montpellier (MO.CO. Esba) est un établissement public d’enseignement supérieur et de recherche à vocation artistique qui relève de la tutelle pédagogique du ministère de la Culture et de la Communication. Depuis l'année 2011, l'école est un établissement public de coopération culturelle (EPCC) qui associe des partenariats avec la communauté urbaine Montpellier Méditerranée Métropole, le ministère de la Culture et aux travers des projets « FEDER », la Région Languedoc-Roussillon et l'Union européenne. Elle est membre de l’Association nationale des écoles supérieures d’art regroupant les 43 écoles supérieures d’art réparties sur 56 villes en France et à Monaco.

## Histoire
C'est au XIIe siècle que l'enseignement de l'art est inclus à l'université. L'École de droit et des arts est créée officiellement en 1249, par une bulle pontificale, puis intégrée de ses premiers statuts, le 26 octobre 1289, à l'université de Montpellier par la bulle papale « Quia Sapientia » en regroupant le droit, la médecine et les arts (trivium et quadrivium).

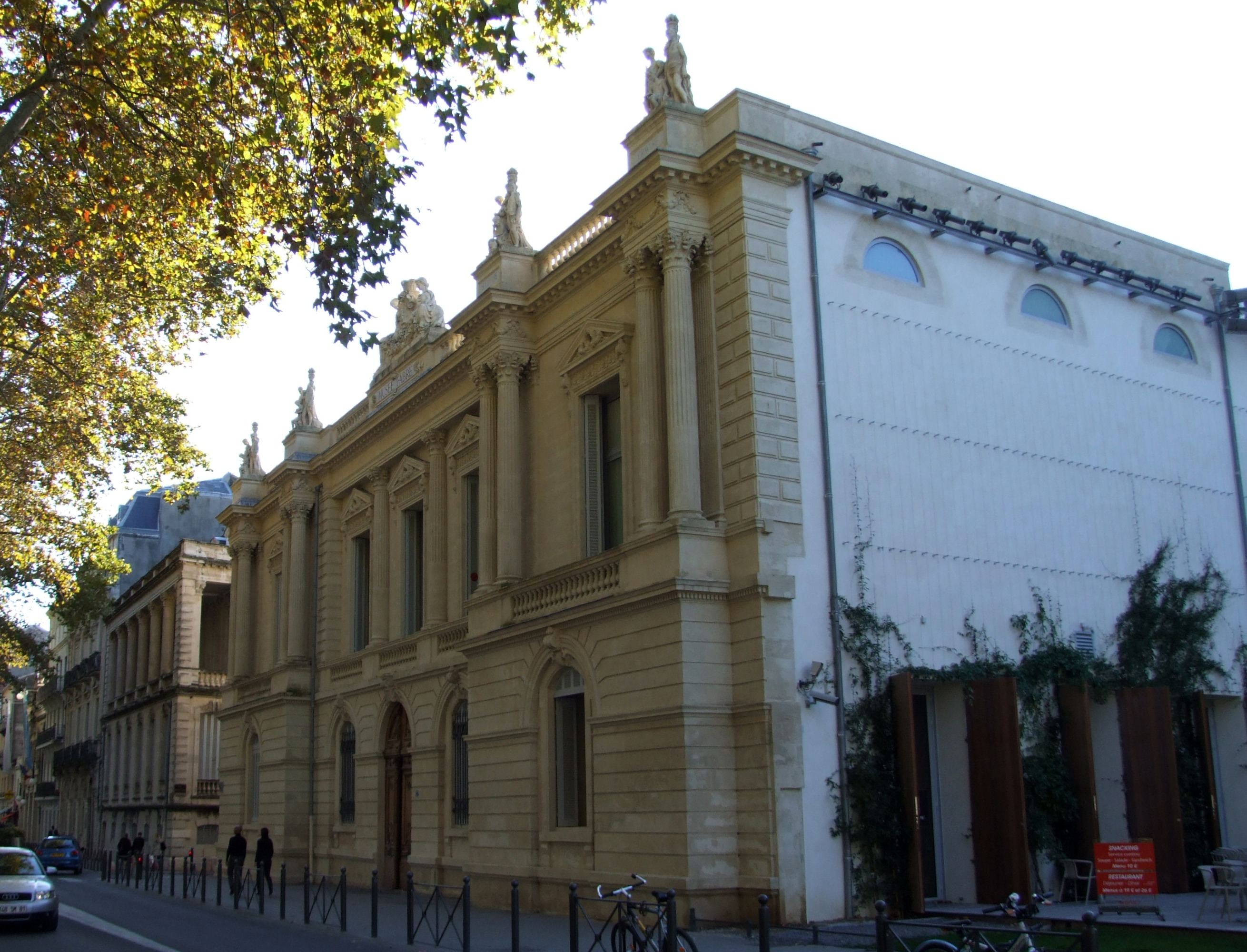
Le Musée Fabre.

Régenté durant des années par des collégiales, c'est en 1679, que Jean de Troy (1638-1691) est nommé premier directeur de l'École de peinture de Montpellier par le cardinal Pierre de Bonzi (1631-1703),. Ce peintre qui demeura entre vingt et trente ans à Montpellier est l'artisan d'un enseignement de l'art dans la ville. Puis c'est François-Xavier Fabre (1766-1837) qui donnera son nom au musée et dont l'école se situe dans les locaux situé sur le boulevard Bonne Nouvelle, à proximité de l'Esplanade Charles-de-Gaulle.
L'École de peinture de Montpellier devient la Société des beaux-arts de Montpellier en 1779. La ville va créer en 1872 l'École municipale des beaux-arts et par arrêté ministériel de 1882, elle devient l'École régionale des beaux-arts et obtient des subventions de l'État. Elle devient ainsi la quatrième école régionale d'art après Lyon, Toulouse et Marseille.
Durant l'année 1977, l'École régionale des beaux-arts devient l'École supérieure des beaux-arts de Montpellier et délivre le diplôme national supérieur d’expression plastique (DNSEP), option art.
L’établissement s’implante définitivement en centre ville, en 1984, et donne son nom au quartier des « Beaux-Arts ».
En 2011, l’École supérieure des beaux-arts de Montpellier prend la forme juridique d’un établissement public de coopération culturelle (EPCC). Elle enregistre, cette même année, un record de réussite de 100 % au Diplôme National d’Arts Plastiques (DNAP - 3e année).
Durant l'année 2018, l’École Supérieure des beaux-arts intègre le projet initié par la ville « MO.CO. - Montpellier Contemporain », une structure multi-sites consacrée à l’art contemporain, qui inclut également le centre d'art « MO.CO. Panacée » et le « MO.CO. Hôtel des collections », disposant d'une surface de 3 500 m2 dans l'ancien Hôtel Montcalm, près de la gare de Montpellier-Saint-Roch,. Vanessa Bruno, styliste et chef d’entreprise en est la Présidente. Nicolas Bourriaud, critique d’art, cofondateur du Palais de Tokyo et ancien Directeur de l’École des Beaux-Arts de Paris, en est le Directeur.
Depuis septembre 2020, le maire de Clapiers, Éric Penso est nommé à la présidence de l'établissement. En 2021, Numa Hambursin, auteur, critique d'art et commissaire d'exposition, devient le nouveau directeur.

## Enseignement

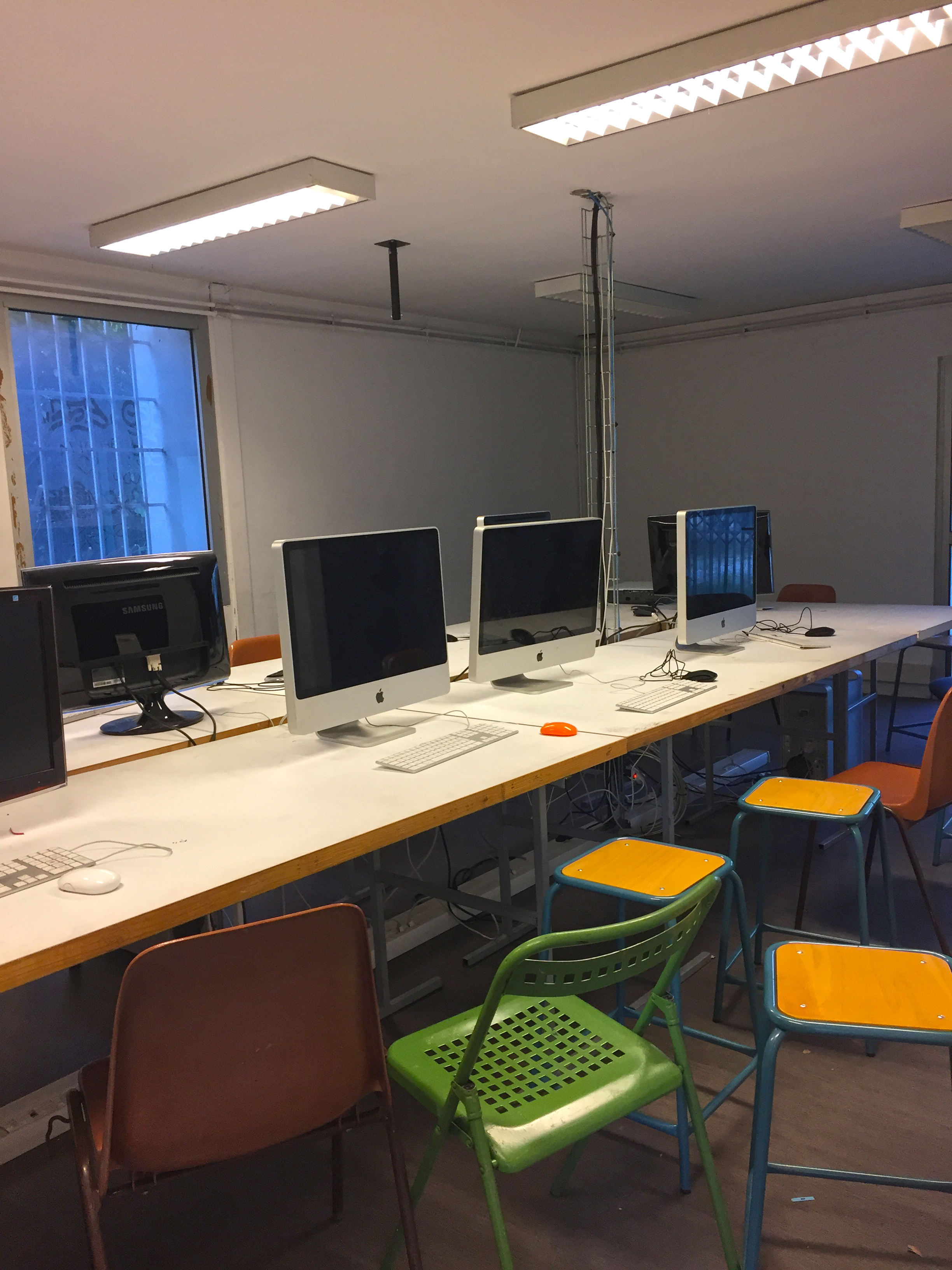
Une des salles d'informatique du MO.CO.ESBA.

Le MO.CO. Esba propose aux étudiants un environnement méthodologique et scientifique ayant pour objectif de développer les capacités de création et acquérir progressivement et durablement l'autonomie nécessaire pour l'avenir des auteurs et des créateurs. Les étudiants doivent être aptes à exercer une activité professionnelle dans les domaines de l'art, de la création, de la culture ou de l'enseignement.
L'essentiel des axes dominants de l’établissement sont :
- Une équipe pluridisciplinaire et expérimentée d'enseignants, comprenant nombre d’artistes et de chercheurs ;
- Un présentiel quotidien de professionnels et d’artistes ;
- Une organisation régulière de conférences réalisés par des personnalités invitées ;
- La communication des étudiants avec les anciens diplômés ;
- La rencontre avec d'autres établissements d'enseignement supérieur, dont les universités et les écoles d'art ;
- Le contact avec le monde des entreprises, des expositions et des éditions ;
- Un parc de matériels permettant la réalisation des projets les plus élaborés.

Des bilans individuels sont organisés, chaque semestre, sous forme de réunion pour suivre les travaux des étudiants. Ces derniers permettent d'évaluer l'engagement personnel aux travers d'une prestation orale sur la détermination, l'évolution et la singularité du parcours en cours ainsi que des évolutions dans le travail réalisé. Conçus comme une approche pédagogique, le but des bilans est d'apporter une progression individuelle et personnalisée.

### Concours d'admission
L'admission est réservée aux étudiants âgés de 18 ans révolus et 35 ans au maximum. Le dépôt du dossier se fait avant la fin du premier trimestre de l'année, les épreuves se déroulent au début du deuxième trimestre et les résultats sont publiés dans les journées suivantes. Les candidats doivent être titulaire d'un baccalauréat ou d’un titre équivalent au baccalauréat français ou étranger. Le concours se déroule autour de deux épreuves. L'une écrite portant sur la culture générale et l'expression plastique. L'autre orale, auprès d'un jury, pour argumenter sur la base de la présentation d’un dossier personnel.
Le dossier d'inscription est accessible sur le site de l'Esba.

### Diplômes
Le MO.CO. Esba forme à deux diplômes nationaux agréés par le ministère de la Culture et un Diplôme d'établissement.
- Le Diplôme national d'art (DNA).

Il correspond à un niveau d’études bac + 3 et valide les trois premières années du cursus correspondant à la phase programme.
Ce diplôme sanctionne le suivi et la rigueur de l’implication dans le cursus artistique et valide la capacité de l’étudiant à s’engager dans un travail personnel et argumenté.
- Le diplôme national supérieur d’expression plastique (DNSEP) option Art.

Il correspond à un niveau d’études bac + 5 avec un grade de Master en école d’art et ne peut être acquis qu'après l'obtention du diplôme national d’arts plastiques (DNAP). Le DNSEP est inscrit au répertoire national des certifications professionnelles (RNCP).
Le DNSEP valide la capacité de l’étudiant à affirmer une pratique personnelle, à développer des propositions plastiques et conceptuelles originales et à s’inscrire dans des projets de recherche.
- « Saison 6 », post-diplôme réservé aux étudiants du MO.CO.ESBA ayant obtenu leur DNSEP dans les 3 années précédentes. Ce diplôme est un diplôme d’établissement et n’est pas comptabilisé dans le cursus Licence-Master-Doctorat.

#### Dotation de crédits européens
Une dotation en crédits européens (ECTS) a été mise en place pour 33 semaines de cours réparties en deux semestres représentant une année universitaire.
Le nombre maximum de crédits européens pouvant être attribués pour chacun des semestres est de 30.
L'accession de l’étudiant au semestre suivant implique l’obtention d’au moins 24 crédits européens, à l’exception du passage au semestre 3, qui doit nécessiter d’obtenir 60 crédits, du passage au semestre 6, qui demande de posséder 150 crédits et du passage au semestre 10, qui requiert l'obtention de 270 crédits.
Pour obtenir des crédits manquants du semestre précédent, il peut être accordé six crédits compensatoires par une concertation collégiale des enseignants de l’année concernée, en fonction de l’engagement avéré de l’étudiant.
Quel que soit le cursus choisi, l’étudiant ayant à disposition 120 crédits européens à l’issue des quatre premiers semestres, obtient le certificat d’études d’arts plastiques (CEAP) qui lui est délivré par le directeur de l’établissement.
Tous les crédits européens correspondant à un cycle, ils sont validés avant la présentation de ce diplôme, hors crédits attachés aux épreuves du diplôme. Aucun crédit ne peut être substitué à ceux attachés à la réussite des épreuves du diplôme.
Le redoublement pour les étudiants n’ayant pas obtenu le nombre minimum de crédits européens requis pour le passage aux semestres 3, 5, 7 et 9 ou pour la présentation du diplôme est soumis à l’autorisation exclusive du conseil pédagogique de l’établissement (CPE).
Les étudiants n'ayant pas acquis tous les crédits européens aux épreuves des diplômes sont autorisés à s’inscrire une seule et unique fois dans l’établissement.

### Recherche
L'unité de recherche (UR) est établie sous le nom de projet ELanS : Espaces, subjectivités et langages. Il est construit sur un tronc commun pour déployer ou associer la multiplicité d'activités de recherche en art, au sein du MO.CO.ESBA et en rapport avec son contexte local, régional, national et international.
Dans la continuité des évolutions des dernières années, la recherche est une mise en crise des pratiques artistiques habituelles par l'adoption et l'invention de nouvelles méthodes pour faire face à de nouvelles problématiques.
Par définition, la recherche ne peut se confondre avec la pédagogie et garde une spécificité quant à la nature de ses activités, objectifs, méthodes et des résultats attendus.
Cette relative autonomie de recherche n'est pourtant aucunement de l'ordre d'une absolue indépendance ni de l'autarcie. Ce sont les enseignants qui font la recherche et c'est l'ensemble de l'équipe pédagogique qui élabore collectivement les voies d'explorations. Lesquelles sont associées aux contenus des enseignements qu'ils dispensent. Cette approche est quotidiennement validée par le conseil pédagogique et de recherche (CPR), le conseil scientifique pédagogique et de la recherche (CSPVE) et le conseil d'administration (CA).

## Personnalités liées
Liste non exhaustive, classée en ordre croissant d'années de naissances.

### Directeurs
- Ernest Michel (1833-1902)[22] ;
- Max Leenhardt (1853-1941) ;
- Camille Descossy (1904-1980)[23].

### Professeurs
Anciens professeurs
- Jean Antoine Giral (1713-1787), en section architecture ;
- Jean Coustou (1719-1791)[24], en section peinture ;
- Jean Louis Journet (1720-1789)[24], en section sculpture ;
- Dominique Joseph Vanderburch (1722-1785), en section peinture ;
- Jacques Donnat (1742-1824)[24], en section architecture ;
- Jacques André Édouard Vanderburch (1756-1804)[24], en section peinture ;
- Charles Matet (1791-1870), en section peinture ;
- Ernest Michel (1833-1902), en section peinture ;
- Antonin Trinquier (1833-XIXe siècle)[24], en section peinture ;
- Édouard Marsal (1845-1929), en section peinture ;
- Louis-Jacques Guigues (1873-1943)[22], en section sculpture ;
- Georges Dezeuze (1905-2004) en 1945[25], dans la section peinture ;
- Pierre Nocca (1916-2016), de 1965 à 1985 en section sculpture ;
- Alain Clément (1941-), de 1970 à 1977 ;
- Daniel Dezeuze (1942-), de 1977 à 2002.

Professeurs actuels
- Marcos Ávila Forero (dessin) ;
- Caroline Boucher (sculpture, installation) ;
- Gilles Balmet (dessin, peinture) ;
- Lætitia Delafontaine (volume, installation) ;
- Jeanne Etelain (philosophie) ;
- Joëlle Gay (sculpture, moulage, installation) ;
- Corine Girieud (théorie, histoire de l’art) ;
- Yohann Gozard (photographie, image) ;
- Sylvain Grout (vidéo, cinéma, son, installation) ;
- Miles Hall (enseignement en anglais : peinture) ;
- Pierre Joseph (volume, installation) ;
- Alain Lapierre (dessin, édition) ;
- Nadia Lichtig (enseignement en anglais : peinture, installation, son) ;
- Michel Martin (informatique, Infographie, multimédia) ;
- Yann Mazéas (vidéo, cinéma, installation) ;
- Caroline Muheim (dessin, écriture) ;
- Patrick Perry (théorie, histoire de l’art) ;
- Michael Viala (volume) ;
- Federico Vitali (vidéo, cinéma, images animées) ;
- Carmelo Zagari (peinture).

### Élèves notables
- Hyacinthe Rigaud (1659-1743), élève vers 1671 ;
- Jean Ranc (1674-1735), élève vers 1671 ;
- Jean Raoux (1677-1734) ;
- Alexandre Cabanel (1823-1889), élève de Charles Matet ;
- Jules Laurens (1825-1901), élève à partir de 1837 ;
- Eugène Castelnau (1827-1894), élève de Charles Matet ;
- Ernest Michel (1833-1902), élève de Charles Matet ;
- Édouard Marsal (1845-1929), élève de Charles Matet ;
- Max Leenhardt (1853-1941), élève de 1871 à 1877 (d'Ernest Michel en 1871) ;
- Antoine Calbet (1860-1942), élève d'Édouard-Antoine Marsal ;
- Léon Galand (1872-1960) ;
- Germaine Richier (1902-1959), élève en 1920 ;
- Albert Dubout (1905-1976), élève en 1923 et 1924 ;
- Georges Dezeuze (1905-2004), élève en 1924[25] ;
- Pierre Nocca (1916-2016), élève en 1933 à 1936 ;
- Pierre Soulages (1919-2022), élève de 1942 à 1943, il rencontre d’ailleurs Colette Llaurens, sa future épouse, à l’école[26] ;
- Harry Séguéla (1921-2001), élève vers 1936 ;
- Valentine Schlegel (1925-), élève en 1942 ;
- Renée Rauzy (1925-1993), élève en 1955
- Jacques Soisson (1928-2012), élève de 1948 à 1951 ;
- Gaston Arnal (1933-), élève vers 1953 de Paul Dardé[27] ;
- Claude Viallat (1936-) a étudié de 1955 à 1959 ;
- Vincent Bioulès (1938-) ;
- Tjeerd Alkema (1942-) ;
- Daniel Dezeuze (1942-), élève libre ;
- Joachim Mogarra (1954-), élève en 1982 ;
- Robert Combas (1957-), élève de 1975 à 1979 ;
- Melik Ohanian (1969-), élève de 1988 à 1994 ;
- Gabrielle Manglou (1972-), artiste plasticienne ;
- Sylvie Auvray (1974-), élève en 1993-1994 ;
- Abdelkader Benchamma (1975-) ;
- Véronique Elling (1975-) ;
- Nicolas Boillot (1979-) ;
- Marie-Charlotte Nouza (1989-).

## Galerie

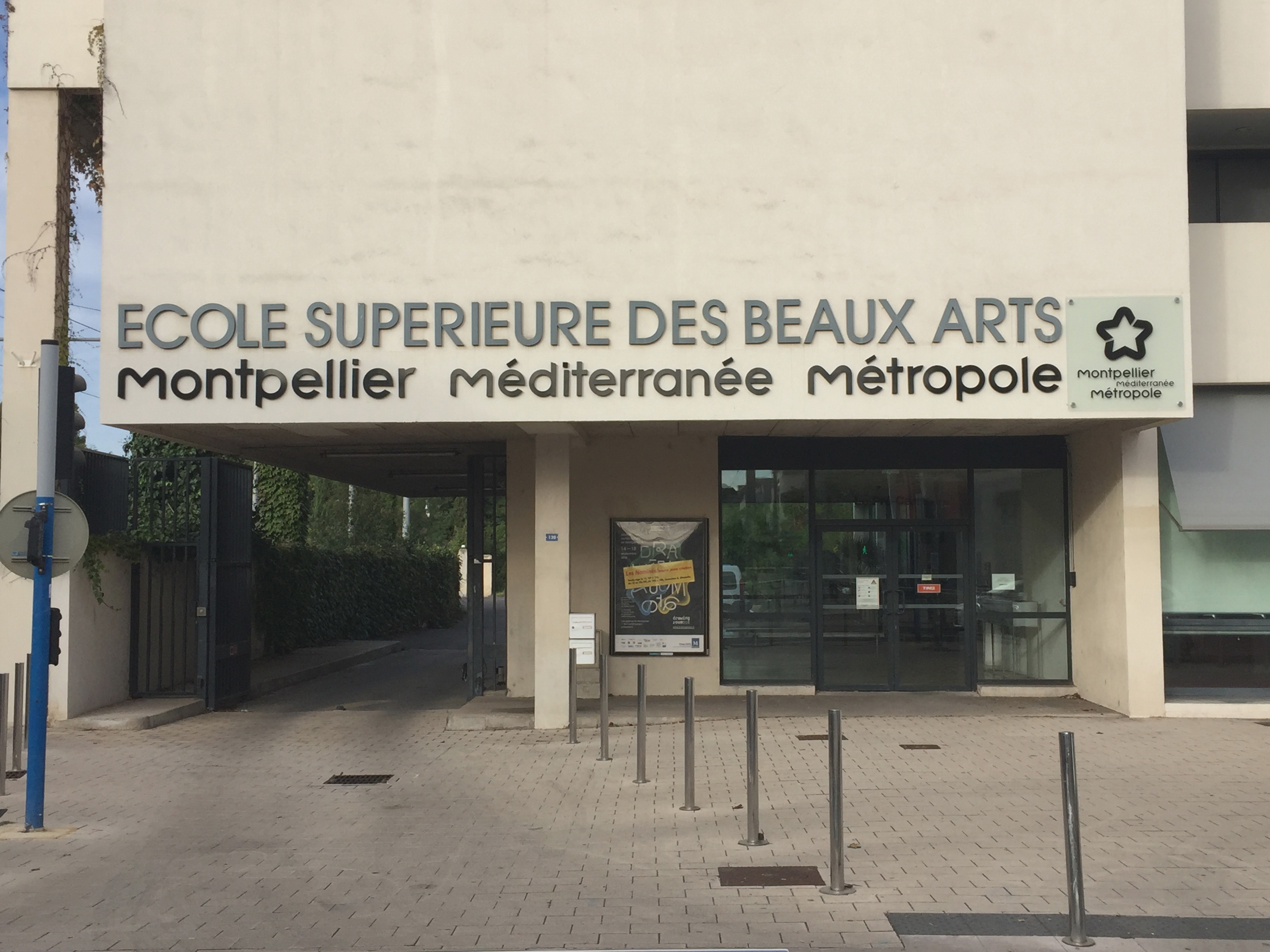
L'entrée principale.
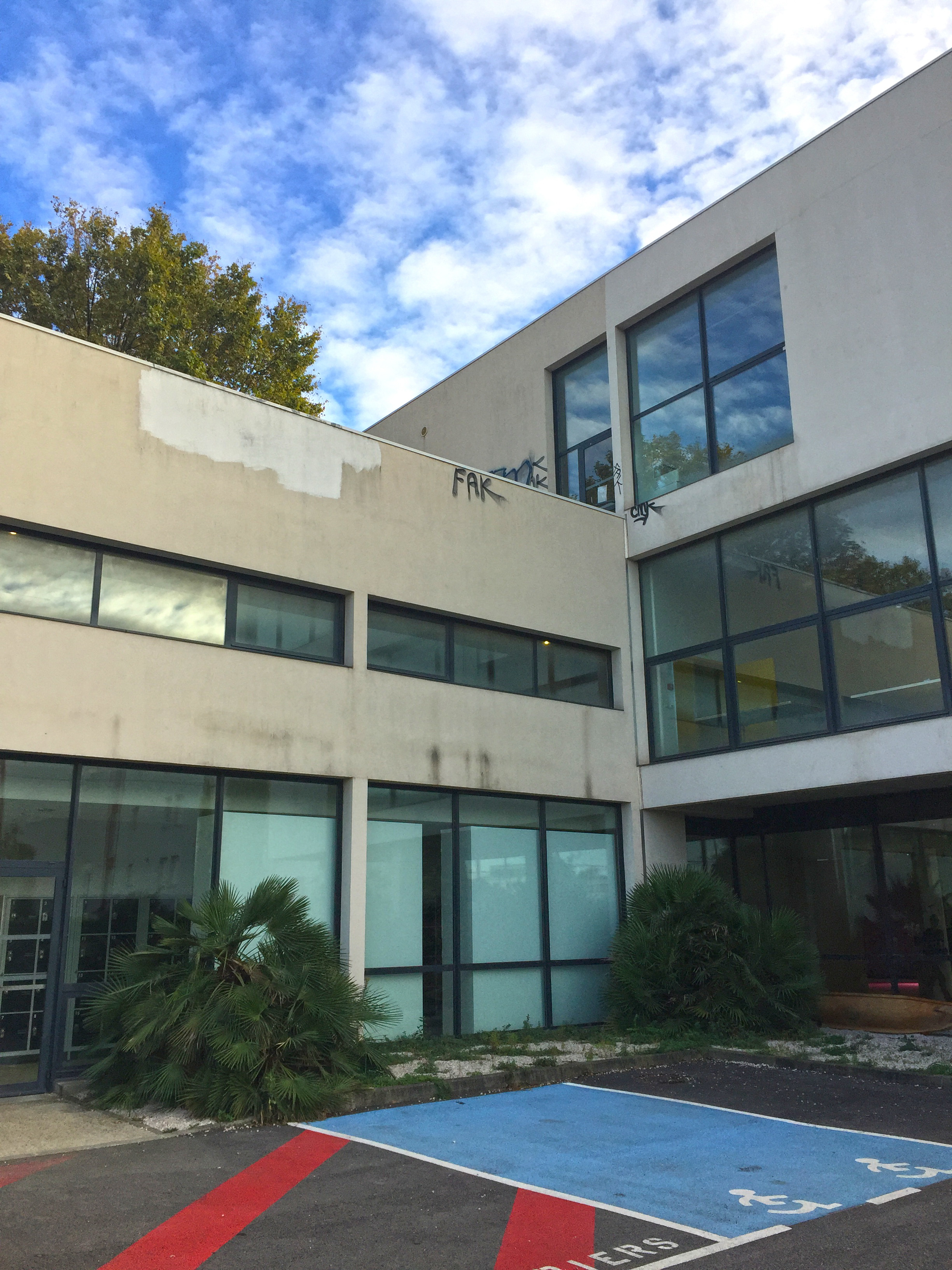
Vue des bâtiments.
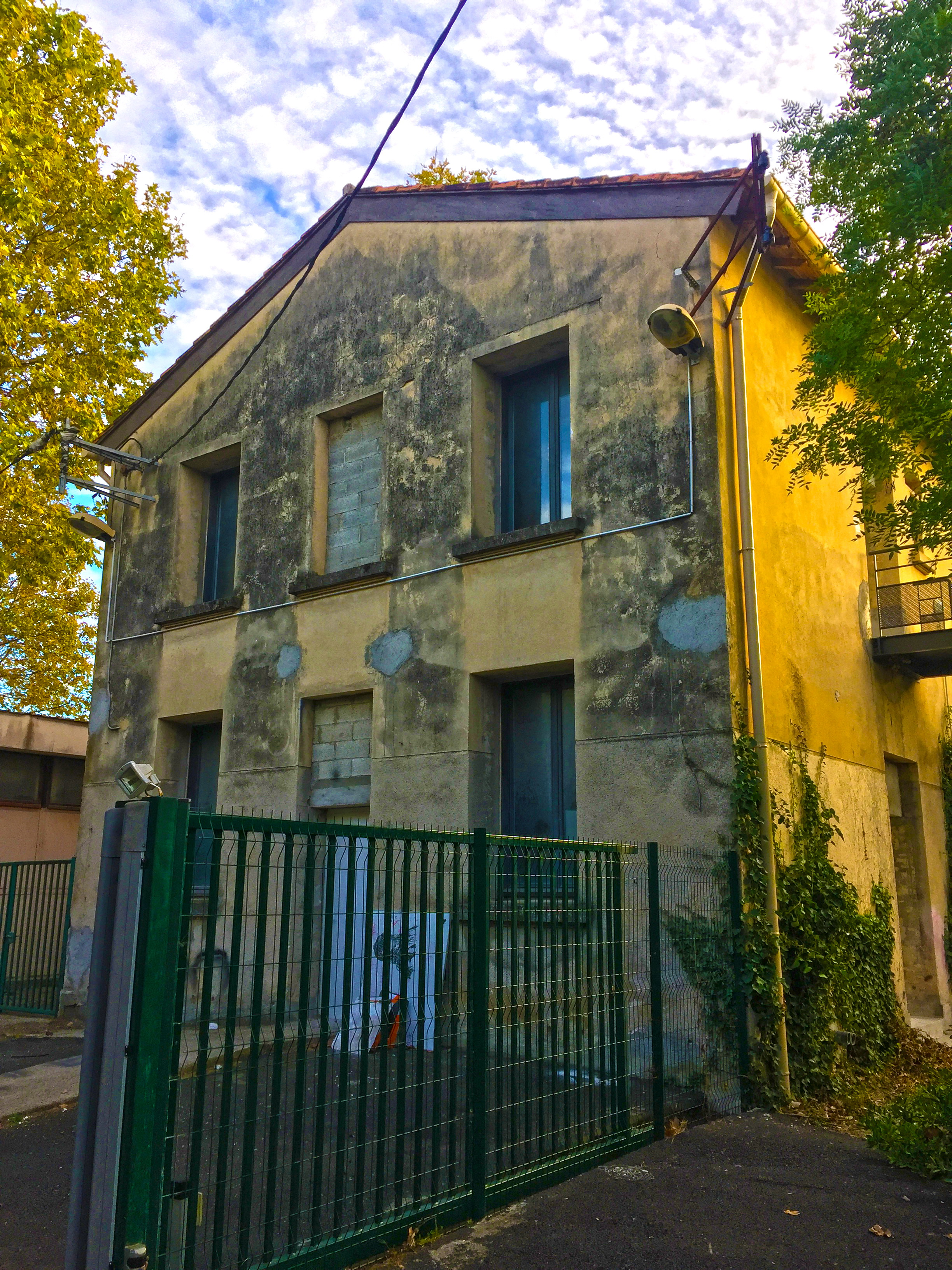
L'unité de recherche.
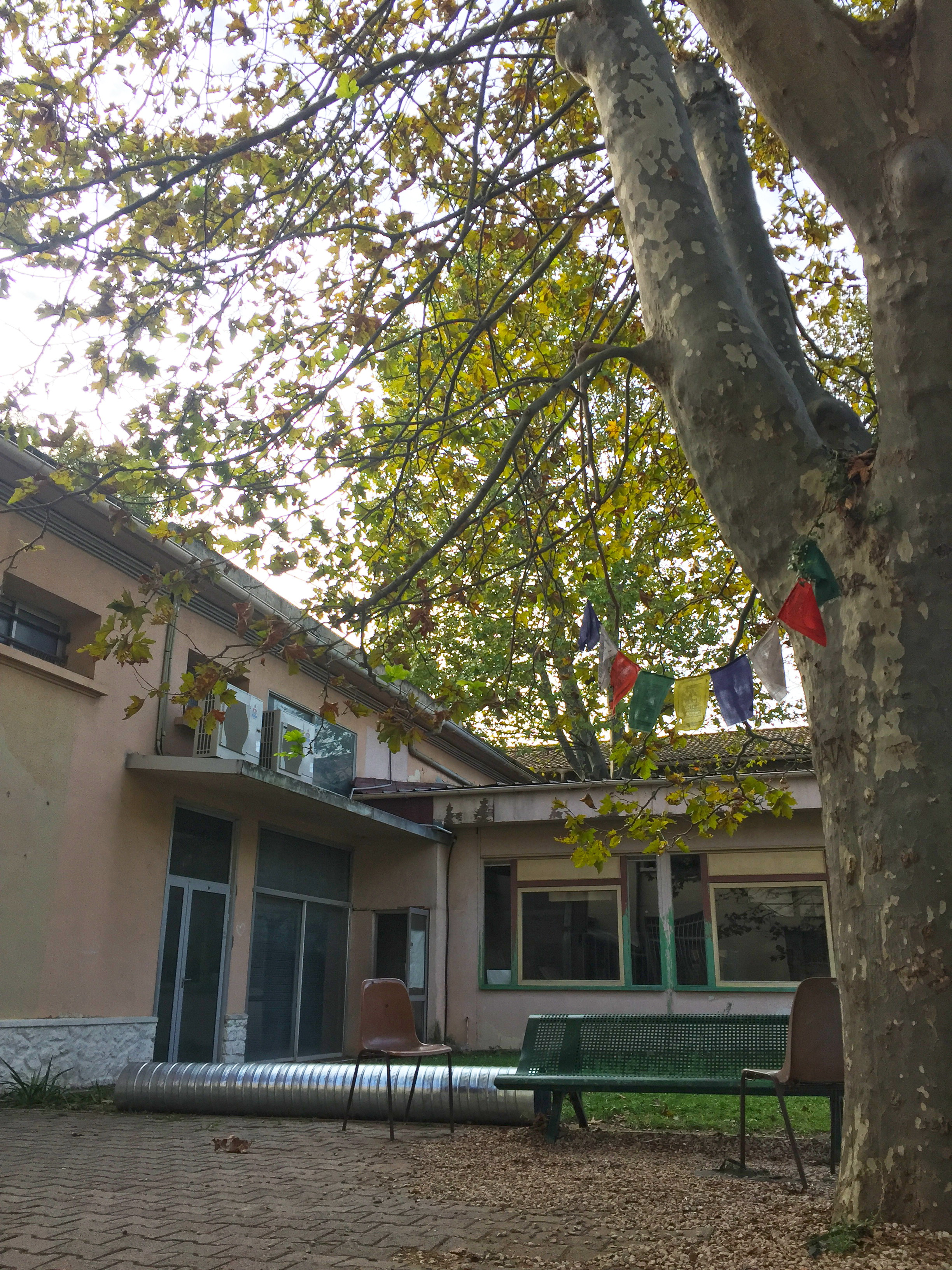
L'espace détente.
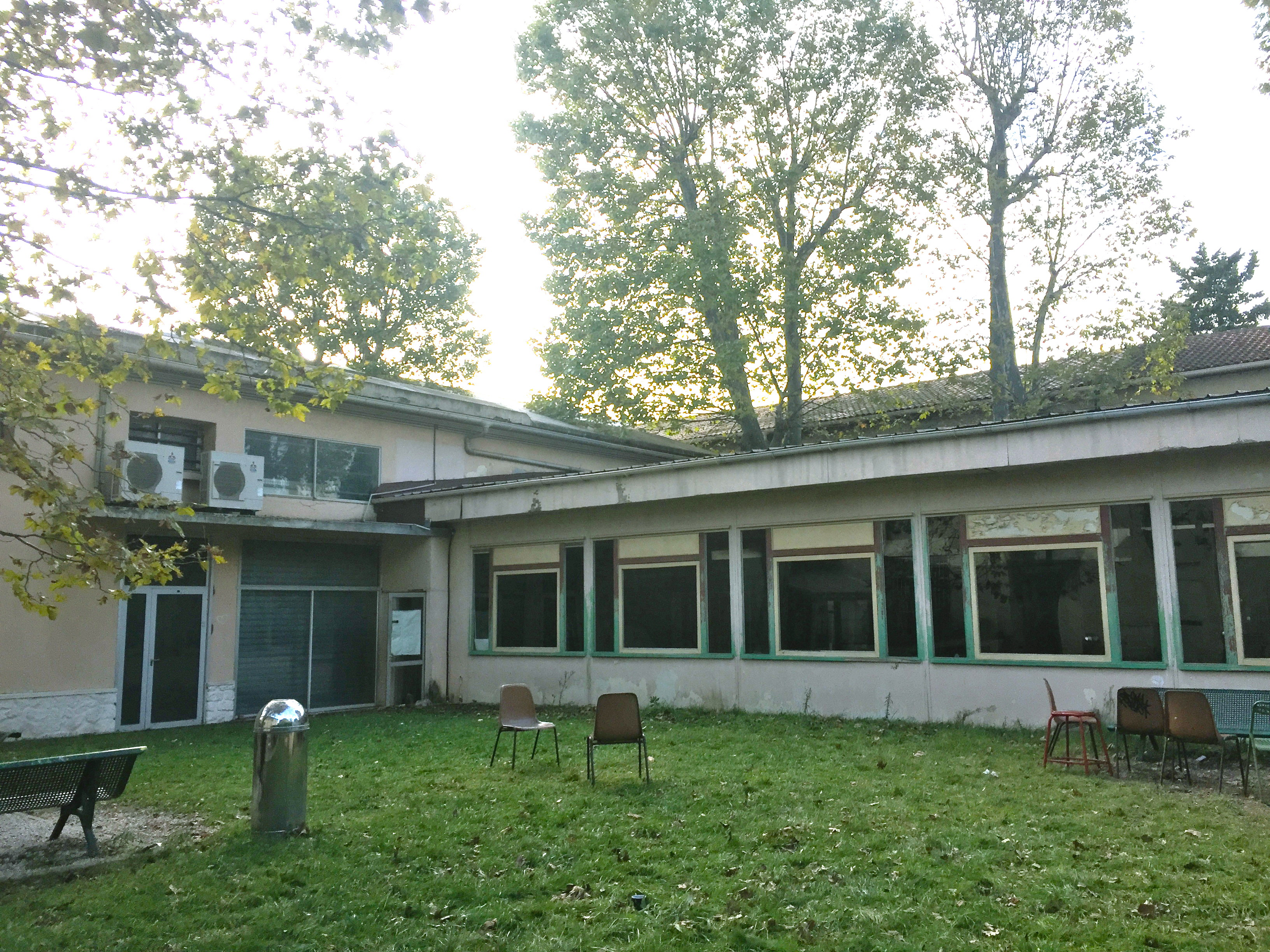
L'espace détente et réunion en plein air.
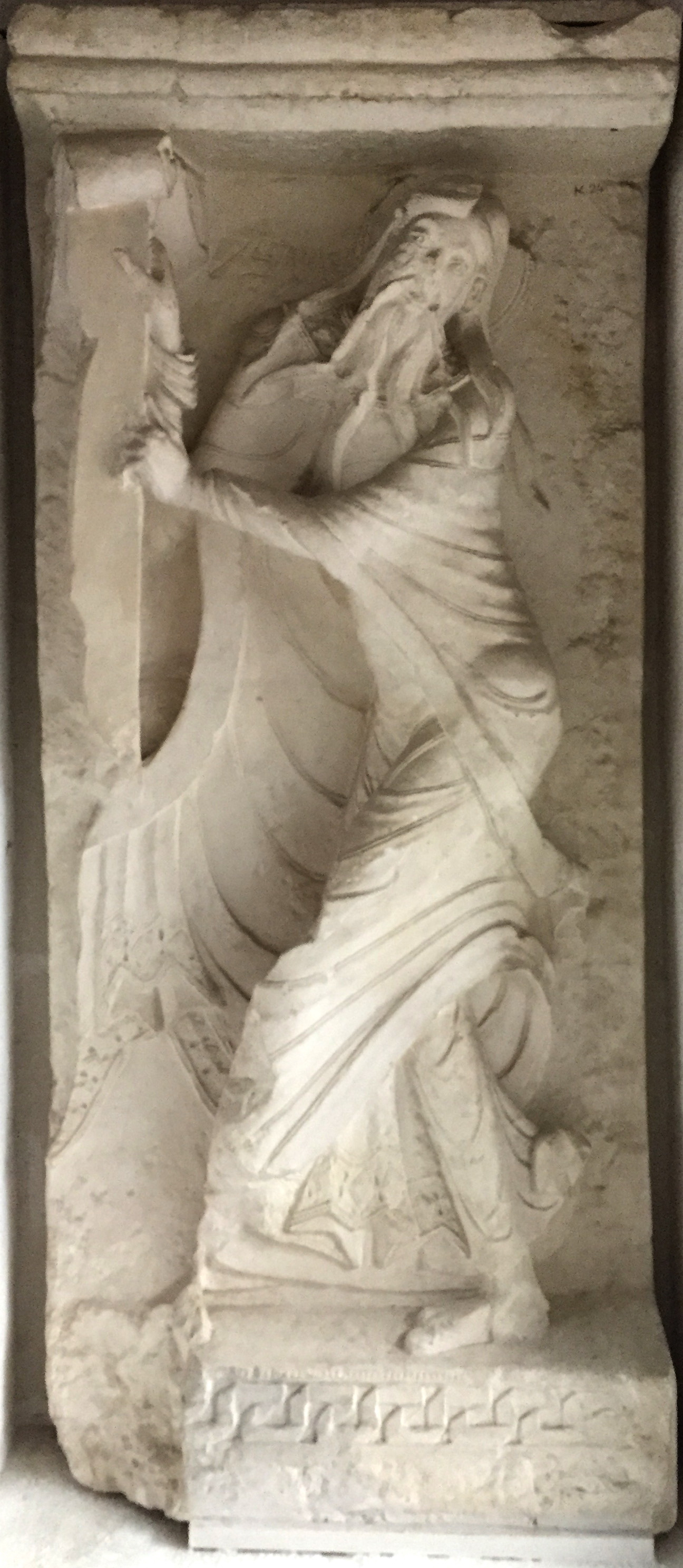
Statue à l'entrée.